# Lijst van soorten in het geslacht Ptilotus
Dit is een lijst van soorten in het plantengeslacht Ptilotus.
- Ptilotus actinocladus T.Hammer & R.W.Davis
- Ptilotus aervoides (F.Muell.) F.Muell.
- Ptilotus albidus (C.A.Gardner) Benl
- Ptilotus alexandri Benl
- Ptilotus andersonii R.W.Davis
- Ptilotus angustifolius (Benl) T.Hammer
- Ptilotus aphyllus Benl
- Ptilotus appendiculatus Benl
- Ptilotus aristatus Benl
- Ptilotus arthrolasius F.Muell.
- Ptilotus astrolasius F.Muell.
- Ptilotus auriculifolius (A.Cunn. ex Moq.) F.Muell.
- Ptilotus axillaris (F.Muell. ex Benth.) F.Muell.
- Ptilotus barkeri Benl
- Ptilotus beardii Benl
- Ptilotus beckerianus (F.Muell.) F.Muell. ex J.M.Black
- Ptilotus benlii R.W.Davis & T.Hammer
- Ptilotus blackii Benl
- Ptilotus brachyanthus (F.Muell. ex Benth.) F.Muell.
- Ptilotus caespitulosus F.Muell.
- Ptilotus calostachyus (F.Muell.) F.Muell.
- Ptilotus capensis (Benl) A.R.Bean
- Ptilotus capitatus (F.Muell.) C.A.Gardner
- Ptilotus carinatus Benl
- Ptilotus carlsonii F.Muell.
- Ptilotus chamaecladus Diels
- Ptilotus chippendalei Benl
- Ptilotus chortophytum (Diels) Schinz
- Ptilotus chrysocomus R.W.Davis
- Ptilotus clementii (Farmar) Benl
- Ptilotus clivicola R.W.Davis & T.Hammer
- Ptilotus comatus Benl
- Ptilotus conicus R.Br.
- Ptilotus corymbosus R.Br.
- Ptilotus crispus Benl
- Ptilotus crosslandii (F.Muell.) Benl
- Ptilotus daphne Lally
- Ptilotus davisii T.Hammer
- Ptilotus decalvatus Benl
- Ptilotus decipiens (Benth.) C.A.Gardner
- Ptilotus declinatus Nees
- Ptilotus disparilis Lally
- Ptilotus dissitiflorus (F.Muell.) F.Muell.
- Ptilotus distans (R.Br.) F.Muell.
- Ptilotus divaricatus (Gaudich.) F.Muell.
- Ptilotus drummondii (Moq.) F.Muell.
- Ptilotus eremita (S.Moore) T.Hammer & R.W.Davis
- Ptilotus eriotrichus (W.Fitzg. ex Ewart & Jean White) P.S.Short
- Ptilotus erubescens Schltdl.
- Ptilotus esquamatus (Benth.) F.Muell
- Ptilotus exaltatus Nees
- Ptilotus exiliflorus R.W.Davis
- Ptilotus extenuatus Benl
- Ptilotus falcatus R.W.Davis & T.Hammer
- Ptilotus fasciculatus W.Fitzg.
- Ptilotus fraseri (Moq.) F.Muell.
- Ptilotus fusiformis (R.Br.) F.Muell.
- Ptilotus gardneri Benl
- Ptilotus gaudichaudii (Steud.) J.M.Black
- Ptilotus giganteus (A.Cunn. ex Moq.) R.W.Davis & R.Butcher
- Ptilotus gomphrenoides F.Muell. ex Benth.
- Ptilotus grandiflorus F.Muell.
- Ptilotus halophilus R.W.Davis
- Ptilotus helichrysoides (F.Muell.) F.Muell.
- Ptilotus helipteroides (F.Muell.) F.Muell.
- Ptilotus holosericeus (Moq.) F.Muell.
- Ptilotus humilis (Nees) F.Muell.
- Ptilotus incanus (R.Br.) F.Muell.
- Ptilotus indivisus Benl
- Ptilotus johnstonianus W.Fitzg.
- Ptilotus kenneallyanus Benl
- Ptilotus lanatus A.Cunn. ex Moq.
- Ptilotus latifolius R.Br.
- Ptilotus lazaridis Benl
- Ptilotus leucocomus (Moq.) F.Muell.
- Ptilotus lophotrichus Benl
- Ptilotus luteolus (Benl & H.Eichler) R.W.Davis
- Ptilotus maconochiei Benl
- Ptilotus macrocephalus (R.Br.) F.Muell.
- Ptilotus manglesii (Lindl.) F.Muell
- Ptilotus marduguru Benl
- Ptilotus mitchellii Benl
- Ptilotus modestus T.Hammer
- Ptilotus mollis Benl
- Ptilotus murrayi F.Muell.
- Ptilotus nobilis (Lindl.) F.Muell.
- Ptilotus obovatus (Gaudich.) F.Muell.
- Ptilotus parviflorus (Lindl.) F.Muell.
- Ptilotus parvifolius (F.Muell.) F.Muell.
- Ptilotus pedleyanus Benl & H.Eichler
- Ptilotus polakii F.Muell.
- Ptilotus polystachyus (Gaudich.) F.Muell.
- Ptilotus procumbens Benl
- Ptilotus propinquus Lally
- Ptilotus pseudohelipteroides Benl
- Ptilotus psilorhachis T.Hammer & R.W.Davis
- Ptilotus pyramidatus (Moq.) F.Muell.
- Ptilotus remotiflorus Benl
- Ptilotus rigidus Lally ms
- Ptilotus robynsianus Benl
- Ptilotus roei (F.Muell. ex Benth.) F.Muell.
- Ptilotus rotundifolius Benl
- Ptilotus royceanus Benl
- Ptilotus schwartzii (F.Muell.) Tate
- Ptilotus semilanatus (Lindl.) J.M.Black
- Ptilotus seminudus (J.M.Black) J.M.Black
- Ptilotus senarius A.R.Bean
- Ptilotus sericostachyus (Nees) F.Muell.
- Ptilotus sessilifolius (Lindl.) Benl
- Ptilotus spathulatus (R.Br.) F.Muell.
- Ptilotus spicatus F.Muell. ex Benth.
- Ptilotus stipitatus Benl
- Ptilotus stirlingii (Lindl.) F.Muell.
- Ptilotus subspinescens R.W.Davis
- Ptilotus symonii Benl
- Ptilotus tetrandrus Benl
- Ptilotus trichocephalus Benl
- Ptilotus uncinellus (A.R.Bean) T.Hammer
- Ptilotus unguiculatus T.Hammer
- Ptilotus villosiflorus F.Muell.
- Ptilotus whitei (J.M.Biack) Lally
- Ptilotus wilsonii Benl
- Ptilotus xerophilus T.Hammer & R.W.Davis
- Ptilotus yapukaratja R.W.Davis & T.Hammer